# Cantón de Nant
El cantón de Nant era una división administrativa francesa, que estaba situada en el departamento de Aveyron y la región de Mediodía-Pirineos.

## Composición
El cantón estaba formado por seis comunas:
- La Cavalerie
- La Couvertoirade
- L'Hospitalet-du-Larzac
- Nant
- Saint-Jean-du-Bruel
- Sauclières

## Supresión del cantón de Nant
En aplicación del Decreto nº 2014-205 de 21 de febrero de 2014, el cantón de Nant fue suprimido el 22 de marzo de 2015 y sus 6 comunas pasaron a formar parte; cuatro del nuevo cantón de Mesetas Rojas y dos del nuevo cantón de Millau-2.